# Gerd Leuchs

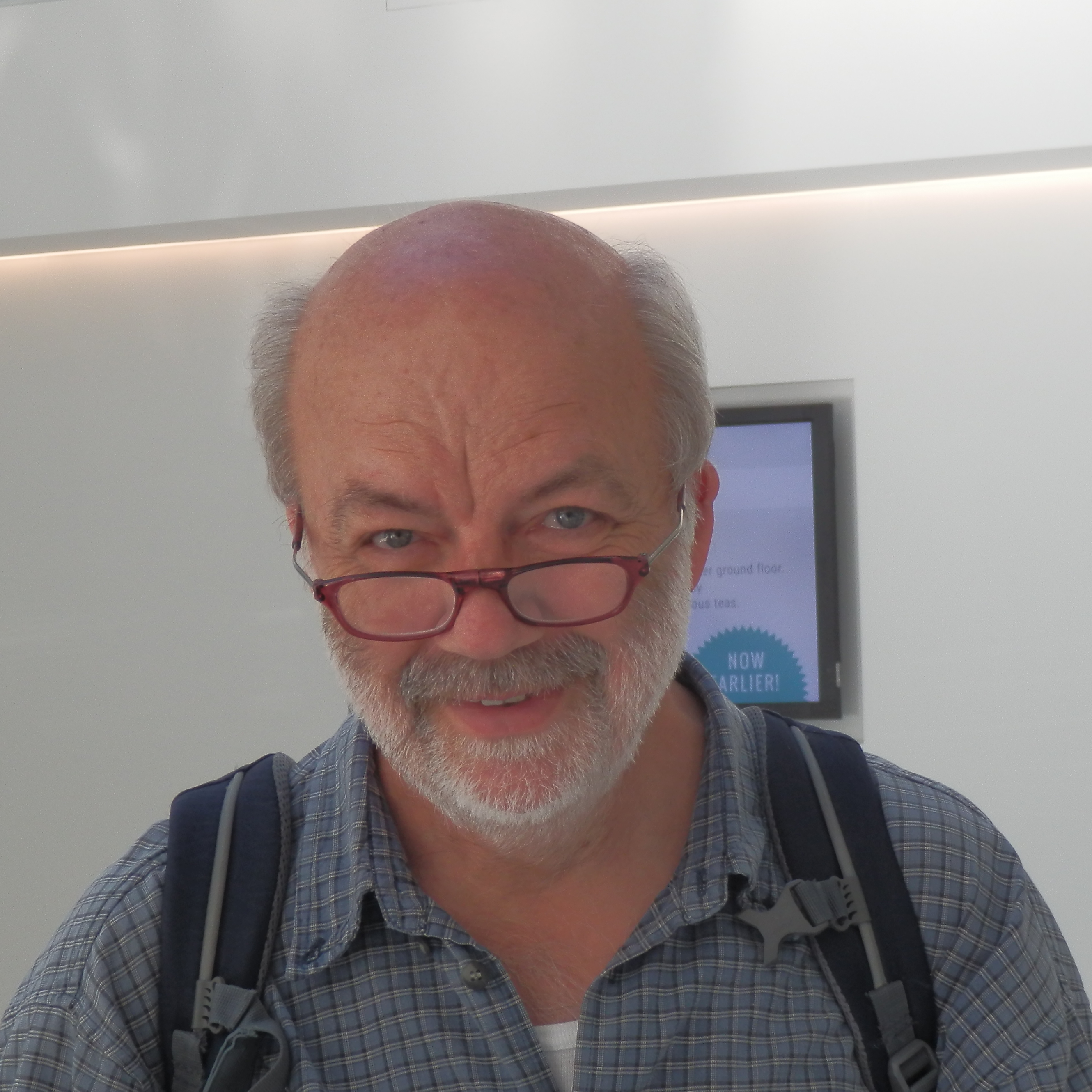
Gerd Leuchs, 2019

Gerhard („Gerd“) Leuchs (* 14. Juni 1950 in Wuppertal) ist ein deutscher Experimentalphysiker auf dem Gebiet der Optik.

## Werdegang
Leuchs studierte von 1970 bis 1975 Physik und Mathematik in Köln und schloss mit Diplom ab. Er ging als Assistent an den Fachbereich Physik der Universität München, wo er 1978 mit einer Untersuchung der Feinstrukturaufspaltung von Natrium-Rydberg-Zuständen promovierte. In den Jahren 1980/81 hielt er sich als Visiting Fellow am Joint Institute for Laboratory Astrophysics in Boulder (Colorado) auf. 1982 habilitierte er sich in München und kehrte im Jahr darauf als Heisenberg-Stipendiat wieder nach Boulder zurück.
Von 1985 bis 1989 war er Leiter der Gravitationswellen-Gruppe am Max-Planck-Institut für Quantenoptik in Garching. Anschließend wechselte er als Technischer Leiter zu dem Schweizer Industrieunternehmen Nanomach AG. Von 1986 bis 1994 war er Privatdozent an der Universität München. 1994 folgte er einem Ruf auf eine C4-Professur am Physikalischen Institut der Universität Erlangen-Nürnberg. Von 2003 bis 2009 leitete er dort die Max-Planck-Forschungsgruppe für Optik, Information und Photonik, die im Jahr 2009 in das Max-Planck-Institut für die Physik des Lichts umgewandelt wurde, wo er Direktor einer Abteilung war.
2019 emeritierte Leuchs. Er ist aber weiterhin als Direktor Emeritus am Max-Planck-Institut für die Physik des Lichts und im Rahmen einer Senior-Professur an der Universität Erlangen-Nürnberg Leiter einer Forschungsgruppe. Von der Gesellschaft für Optik und Photonik Optica wurde er für 2024 zum Präsidenten gewählt. Dem erweiterten Präsidium gehörte er bereits seit 2022 an. Er folgt auf die vorherige Präsidentin Michal Lipson.
Seine Forschungsschwerpunkte sind Nanooptik und Mikroskopie, optische Kommunikation und Quanteninformationsverarbeitung mit Licht.

## Ehrungen
- 2005: Quantum Electronics and Optics Prize der European Physical Society
- 2005: Aufnahme in die Deutsche Akademie der Naturforscher Leopoldina
- 2012: Verdienstkreuz 1. Klasse der Bundesrepublik Deutschland
- 2016: Auswärtiges Mitglied der Russischen Akademie der Wissenschaften[2]
- 2017: Julius von Haast Fellowship Award der Royal Society of New Zealand
- 2018: Herbert-Walther-Preis der Deutschen Physikalischen Gesellschaft
- 2018: Bayerischer Maximiliansorden für Wissenschaft und Kunst
- 2018: Fellow der American Association for the Advancement of Science